# Theofylaktos ze Sebasteie
Theofylaktos ze Sebaisteie (2. polovina 10. století) byl podle byzantských pramenů prvním kyjevským metropolitou, který sem byl dosazen byzantským císařem Basileiem II. Bulharobijcem krátce po pokřtění Rusi roku 988. Jeho předchůdcem v této funkci byl Michail I. (do roku 988).

## Činnost
Theofylaktos byl původně metropolitou v maloasijské Sebasteii, město však opustil po vypuknutí vojenského vzpoury proti císaři. Basileios II. ho zřejmě postavil koncem roku 987 do čela poselstva, které poslal do Kyjeva, aby zde na základě předchozích rusko-byzantských smluv požádalo knížete Vladimíra I. o vojenskou pomoc proti povstalcům. Podruhé přijel Theofylaktos na Rus zřejmě na jaře 988 jako člen početného doprovodu byzantské princezny Anny Porfyrogennéty, která byla Vladimírovi přislíbena jako nevěsta. Poté se zde ujal funkce metropolity. 
Ruské prameny se o Theofylaktovi nezmiňují.